# Zeus Palace
 (juillet 2023).
Si vous disposez d'ouvrages ou d'articles de référence ou si vous connaissez des sites web de qualité traitant du thème abordé ici, merci de compléter l'article en donnant les références utiles à sa vérifiabilité et en les liant à la section « Notes et références ».
Le Zeus Palace est un navire mixte de la compagnie italienne Grimaldi Lines. Construit entre 2000 et 2001 par les chantiers sud-coréens Samsung Heavy Industries de Geoje pour la compagnie grecque Minoan Lines sous le nom de Prometheus (Προμηθέας, Promithéas), il est mis en service en avril 2001 entre la Grèce et l'Italie. Vendu en octobre 2003 à l'armateur Caronte & Tourist qui l'exploite entre l'Italie continentale et la Sicile, il est cédé une nouvelle fois à l'armateur italien Grimaldi, il est affecté aux lignes internationales entre l'Italie et l'Espagne sous le nom d‘Eurostar Barcelona. Affrété à compter de 2008 par sa compagnie d'origine Minoan Lines, désormais filiale du groupe Grimaldi, il retourne desservir les lignes entre l'Italie et la Grèce. Renommé Zeus Palace en 2009, il retourne sur les lignes de Grimaldi avant d'être affrété par la compagnie Grandi Navi Veloci qui le fait naviguer de 2010 à 2012 entre le continent italien et la Sicile. De retour dans la flotte de Grimaldi Lines fin 2012, il est affecté entre l'Italie, l'Espagne et le Maroc puis entre le continent, la Sicile et la Tunisie en 2013. Il navigue actuellement sur les lignes vers la Sardaigne ou la Sicile selon période.

## Histoire

### Origines et construction
Depuis la seconde moitié des années 1990, les compagnies grecques Minoan Lines et Superfast Ferries se livrent une rude concurrence sur les lignes entre la Grèce et l'Italie. Superfast avait en effet révolutionné cette desserte dès 1995 en mettant en service deux car-ferries de dernière génération, alliant les dimensions et le confort d'un ferry classique à une vitesse élevée proche de celle d'un navire à grande vitesse, qui ont immédiatement rencontré un succès important.
Afin de se prémunir contre l'arrivée de Superfast, Minoan avait aussi fait construire un navire neuf, l‘Aretousa, également mis en service en 1995. Mais malgré ses dimensions légèrement supérieures, sa vitesse se révèlera inférieure à celle de ses concurrents. Cela sera cependant corrigé avec la mise en service de deux sister-ships améliorés, l‘Ikarus en 1997 et le Pasiphae en 1998, capables d'atteindre des vitesses équivalentes à celles des navires de Superfast, ce à quoi cette dernière répondra avec deux nouveaux car-ferries en 1998 et l'annonce de la construction de futures unités à court terme.
Ainsi, dès 1998, Minoan Lines annonce un important programme de renouvellement de sa flotte à la hauteur de 900 millions de dollars. Sept navires sont ainsi prévus à l'horizon 2002, deux sont destinés à assurer la liaison entre Le Pirée et la Crète tandis que les cinq autres seront exploité dans l'Adriatique. Les navires prévus pour l'Adriatique sont divisés en deux séries, la première axée sur le transport des passagers et la deuxième sur le transport du fret. La construction de ces derniers, baptisés Prometheus, Oceanus et Ariadne en référence aux personnages de la mythologie grecque Prométhée, Océan et Ariane est confiée aux chantiers sud-coréens Samsung Heavy Industries.
Leur conception est davantage orientée vers le transport de fret, ainsi, les sister-ship sont pourvus d'un spacieux garage sur deux niveaux spécialement aménagé pour le transport des remorques. Les aménagements dédiés aux passagers offrent malgré tout un niveau de confort élevé, comprenant notamment un bar, un restaurant, une piscine extérieure ainsi qu'une centaine de cabines avec sanitaires. Ces navires sont prévus pour naviguer à des vitesses de plus de 30 nœuds et leur appareil propulsif est l'un des plus sophistiqués au monde. Enfin, leurs dimensions sont relativement élevées avec une longueur de 212 mètres pour 25 mètres de large.
Le Prometheus est lancé le 12 août 2000. Après finitions, il est livré à Minoan Lines le 14 mars 2001.

### Service

#### Minoan Lines (2001-2003)
Sa construction achevée, le Prometheus quitte la Corée du Sud pour rejoindre la Méditerranée. Arrivé en Grèce, le navire est mis en service le 6 avril 2001 sur la ligne Patras - Igoumenítsa - Venise puis est transféré à partir d'octobre sur la ligne Patras - Igoumenítsa - Ancône.
Afin de réduire ses dettes et d'accroître son capital, Minoan décide de se séparer de plusieurs de ses navires. Le Prometheus est dans un premier temps affrété par le groupe Caronte & Tourist en septembre 2003 pour être exploité entre Livourne et Catane, en Sicile. Au mois d'octobre, Caronte & Tourist en fera finalement l'acquisition.

#### Caronte & Tourist (2003-2005)
Livré à son nouveau propriétaire le 17 janvier 2004, le navire conserve son affectation sur la Sicile, mais cette fois-ci au départ de Salerne. Il conserve également son nom d'origine et passe sous pavillon italien.
Sa carrière pour Caronte & Tourist est de courte durée, en octobre 2004, il est reporté comme étant vendu à la compagnie Grimaldi Ferries, filiale du groupe Grimaldi.

#### Grimaldi Lines (depuis 2005)
Livré à Grimaldi Ferries le 31 janvier 2005, le navire est rebaptisé Eurostar Barcelona. Après quelques travaux de transformations incluant entre autres l'ajout de cabines supplémentaires, il est mis en service dans le courant de l'année 2005 entre l'Italie et l'Espagne dans le cadre de la mise en place de l'autoroute de la mer.
La ligne rencontrant un certain succès, Grimaldi envisage alors la mise en service de navires plus imposants entre Civitavecchia et Barcelone. Remplacé en 2008 par le gigantesque Cruise Barcelona, l‘Eurostar Barcelona est déplacé dans un premier temps entre Livourne et Barcelone durant la saison estivale.
Après avoir brièvement navigué entre Toulon et Civitavecchia entre septembre et octobre, il est affrété par son armateur d'origine Minoan Lines, devenue entre-temps filiale du groupe Grimaldi, qui l'exploite de nouveau entre la Grèce et l'Italie en remplacement du Pasiphae Palace. Au cours de son arrêt technique effectué au mois de mars 2009, il est rebaptisé Zeus Palace.
Le 10 août 2009, il s'échoue sur un banc de sable à proximité de Venise mais parvient à être dégagé au bout de quatorze heures.
À la fin du contrat d'affrètement au mois de novembre, le Zeus Palace retourne au sein de la flotte de Grimaldi Lines. Entre novembre et décembre, il remplace temporairement les jumeaux Cruise Roma et Cruise Barcelona durant leurs arrêts techniques entre Civitavecchia et Barcelone puis est transféré sur la desserte de la Sicile et de la Tunisie depuis Salerne et Civitavecchia.
À compter du mois de février 2010, le navire est affrété par la compagnie Grandi Navi Veloci qui l'exploite vers Palerme tout d'abord depuis Gênes puis au départ de Civitavecchia à partir de mars.
Le 20 octobre, alors que le Zeus Palace se trouve à Gênes, un incendie se déclare dans la salle des machines au niveau d'un des moteurs auxiliaires. Malgré l'intervention rapide de l'équipage qui parvient à éteindre le feu, les dégâts conduisent à l'immobilisation du navire. Ce n'est que le 14 décembre qu'il est conduit aux chantier Palumbo de Messine en Sicile pour être remis en état. À l'issue des travaux, il reprend son service en mars 2011.
À l'issue de l'affrètement le 28 septembre 2012, le navire dessert de nouveau les lignes gréco-italiennes de Minoan Lines entre les mois d'octobre et de décembre avant d'être affecté sur les lignes de Grimaldi Lines entre l'Italie, l'Espagne et le Maroc.
De retour entre l'Italie, la Sicile et la Tunisie au début de l'année 2013, il dessert une dernière fois sur les lignes de Minoan Lines durant la saison estivale avant d'être redéployé à nouveau sur les lignes qu'il effectuait début 2013.
Au cours des années 2010, le Zeus Palace se partage entre la desserte de la Sicile et de la Sardaigne depuis Livourne. En 2016, à l'occasion de l'arrivée du Cruise Oblia, le navire inaugure une nouvelle ligne entre Civitavecchia et Olbia.
À partir de 2018, il est transféré sur la Sicile entre Livourne et Palerme à la suite de la mise en service du Cruise Ausonia sur la Sardaigne.
Transféré à l'été 2021 sur les lignes de la Grèce, le Zeus Palace navigue durant la saison ainsi qu'une partie de l'hiver entre Ancone et Patras.
En mai 2022, Grimaldi Lines décide d'ouvrir une ligne reliant Savone et Porto-Torres, le Zeus Palace inaugure cette ligne le 15 mai. Il est prévu que le navire y soit employé tout l'été

## Aménagements
Le Zeus Palace possède 8 ponts. Bien que le navire s'étende en réalité sur 10 ponts, deux d'entre eux sont absents au niveau du garage afin de permettre au navire de transporter du fret. Les locaux des passagers occupent sur les ponts 5, 6 et 7. Les ponts 2, 3 et 4 sont consacrés aux garages.

### Locaux communs
Les installations communes du Zeus Palace sont majoritairement situées sur le pont 5. Le navire dispose d'un bar-salon, d'un restaurant à la carte, d'un restaurant self-service, d'une galerie marchande et d'un casino. Une piscine extérieure avec bar lido est également présente sur le pont 6. Jusqu'en 2005, un glacier était situé sur le pont 7.

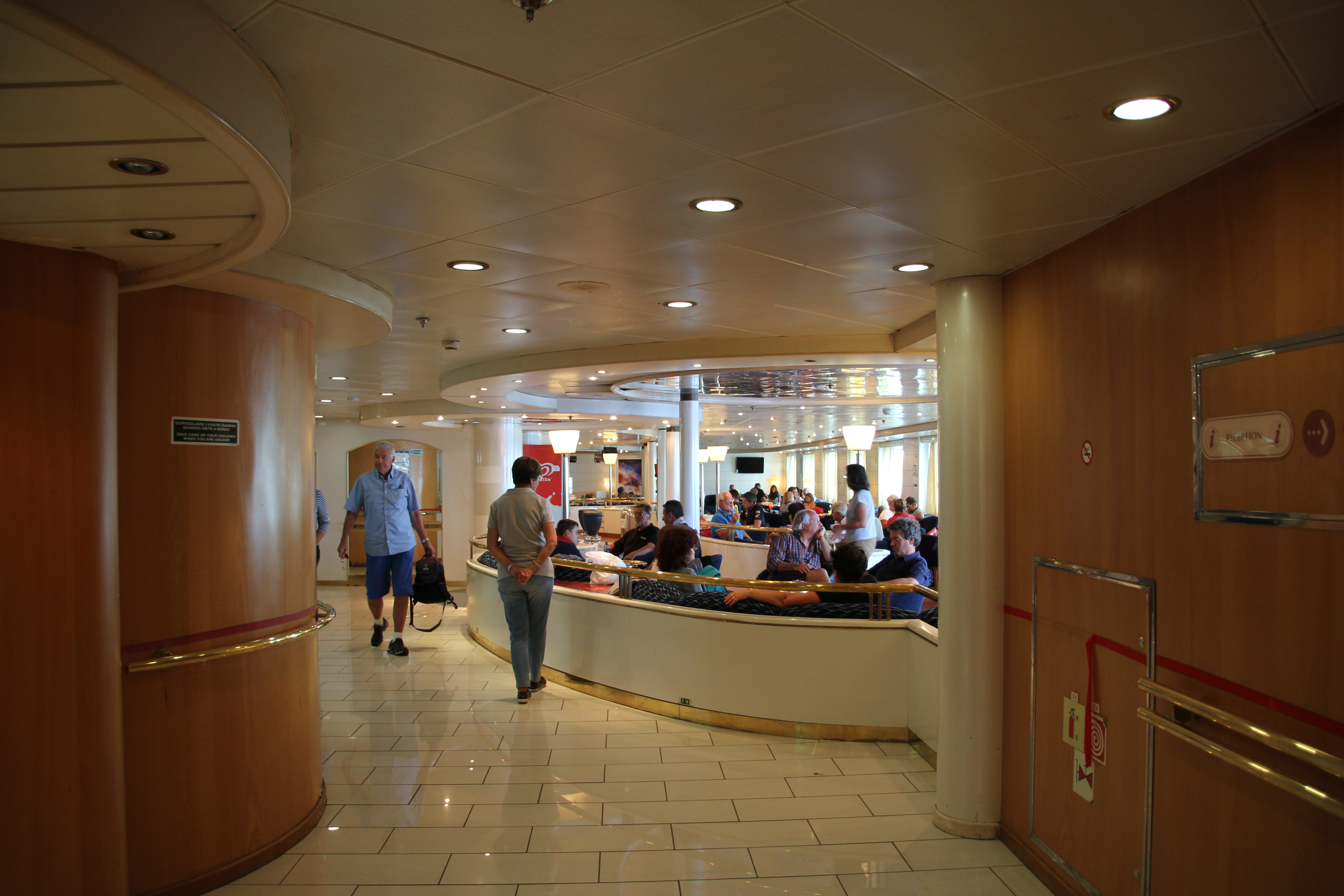
Le bar-salon situé au milieu pont 5.
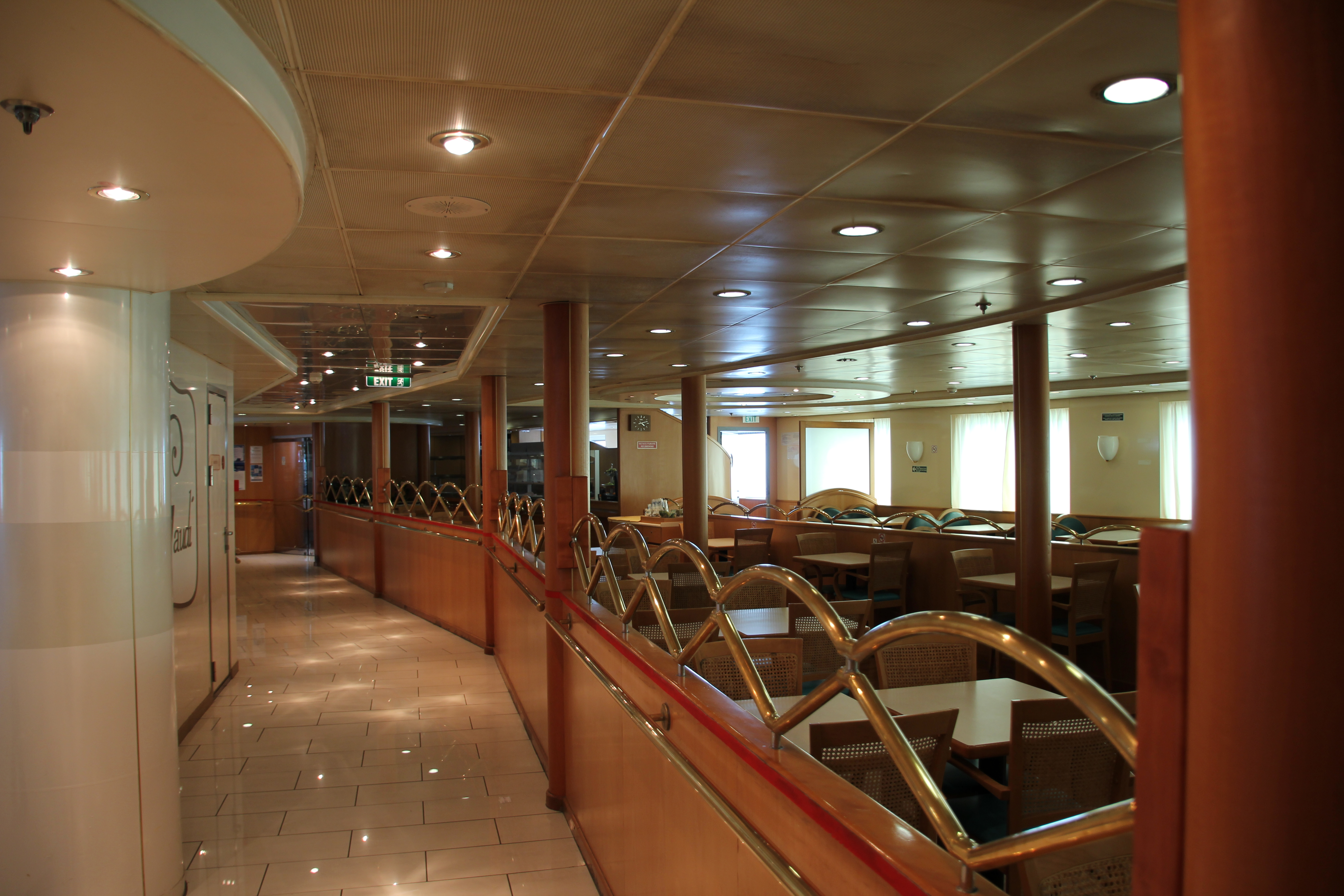
Le restaurant self-service.
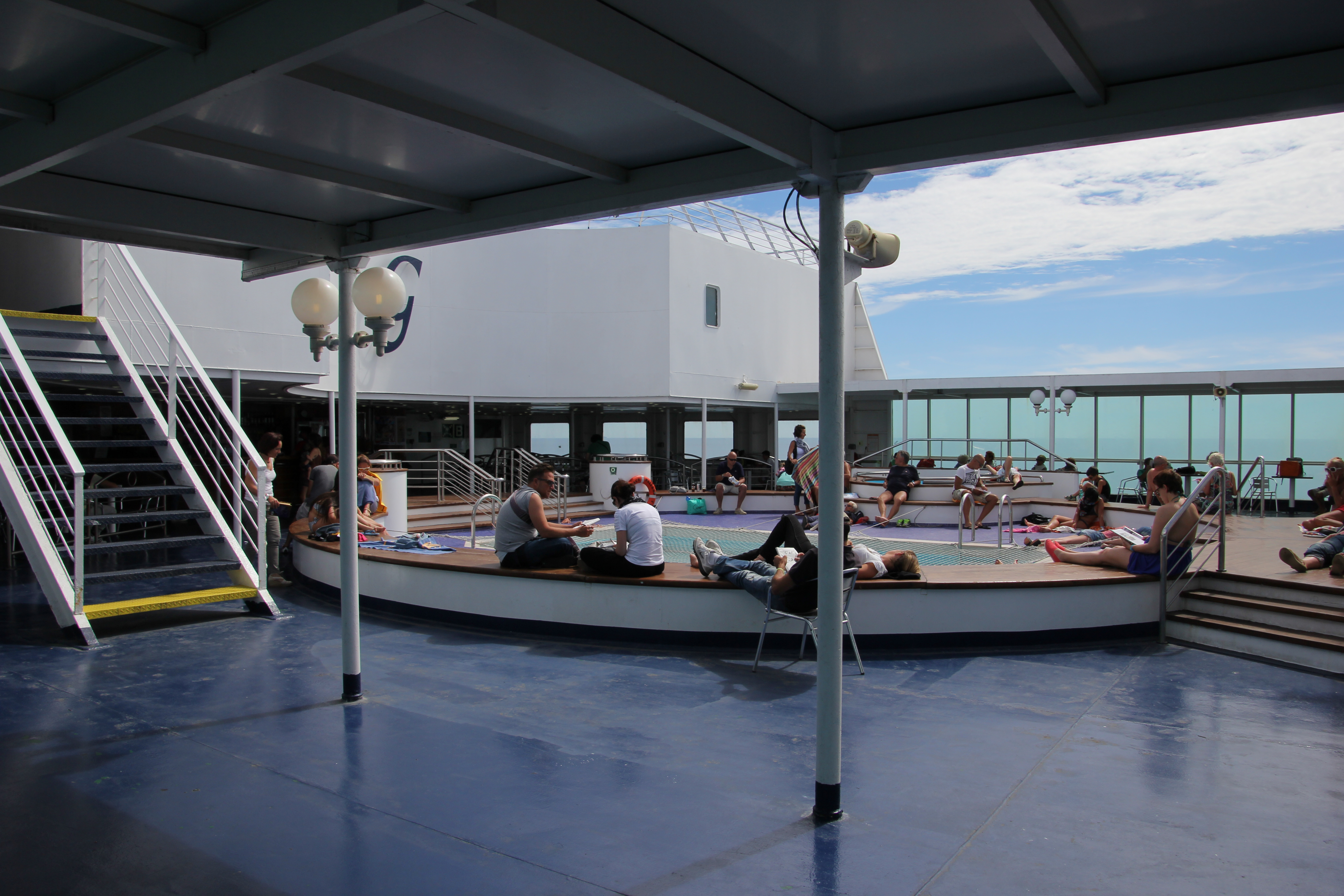
Bar lido avec piscine sur le pont 6.
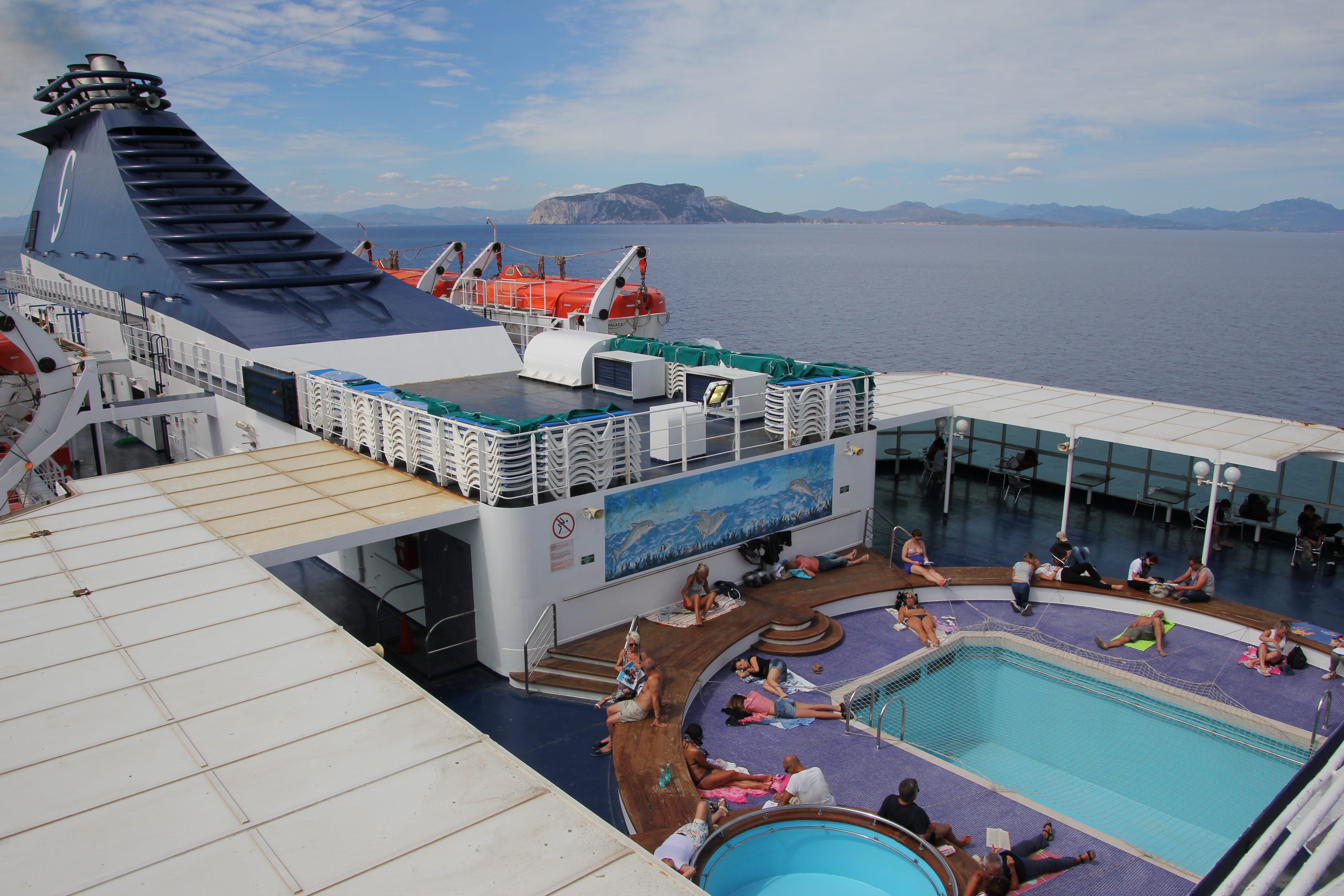

### Cabines
Initialement, le Prometheus possédait 180 cabines internes et externes situées sur les ponts 5 et 6, à l'avant du navire. La plupart d'entre elles disposent de deux à quatre couchettes et certaines d'un grand lit à deux places. Toutes sont pourvues de sanitaires comprenant douche, WC et lavabo. Un salon d'une centaine de fauteuils est également présent à l'arrière du navire sur le pont 5. Durant les travaux effectués par Grimaldi en 2005, deux ensembles de nouvelles cabines sont ajoutés, l'un sur le pont 7 derrière la passerelle de navigation et l'autre à la poupe sur le pont 6, portant de ce fait le nombre de cabines à 202.

## Caractéristiques
Le Zeus Palace mesure 212 mètres de long pour 25 mètres de large. Son tonnage était à l'origine de 26 995 UMS pavant d'être porté à 31 730 UMS en 2005. Le navire peut accueillir 1 300 passagers et possède un garage pouvant contenir environ 1 000 véhicules ou 122 remorques. Le garage est accessible par deux portes rampes situées à la poupe, une troisième de plus petite taille également située à la poupe permet aux passagers piétons de directement rejoindre la réception du navire située au pont 6. La propulsion du Zeus Palace est assurée par quatre moteurs diesels Wärtsilä 12V46C développant une puissance de 50 424 kW entrainant deux hélices faisant filer le bâtiment à une vitesse de 30,5 nœuds, ce qui en fait l'un des navires les plus rapides de sa catégorie. Le navire possède quatre embarcations de sauvetage de grande taille, deux de taille moyenne et une embarcation semi-rigide de secours ainsi que plusieurs radeaux de sauvetage. Il est également équipé de deux propulseurs d'étrave, un propulseur arrière et un stabilisateur antiroulis.

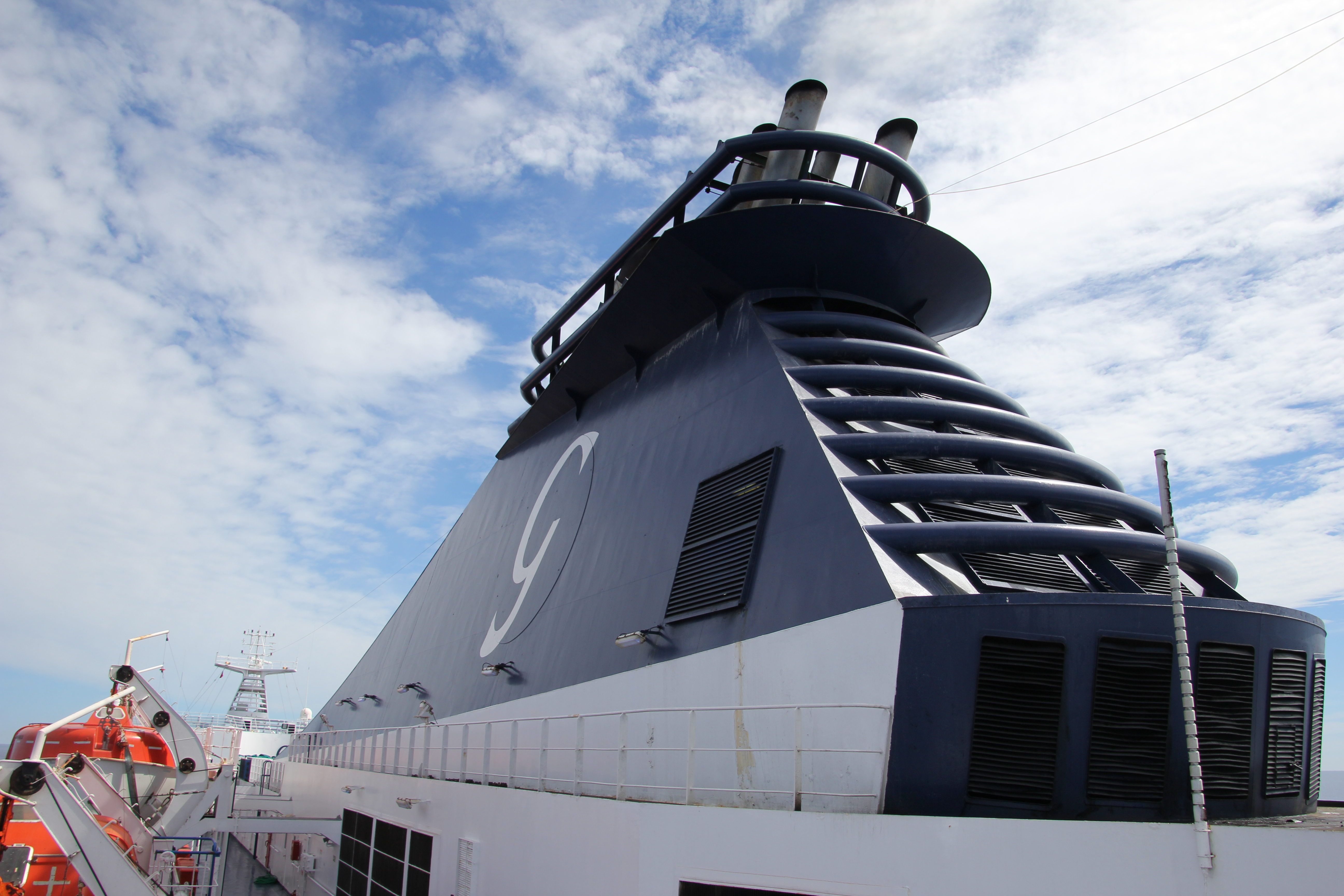
Cheminée
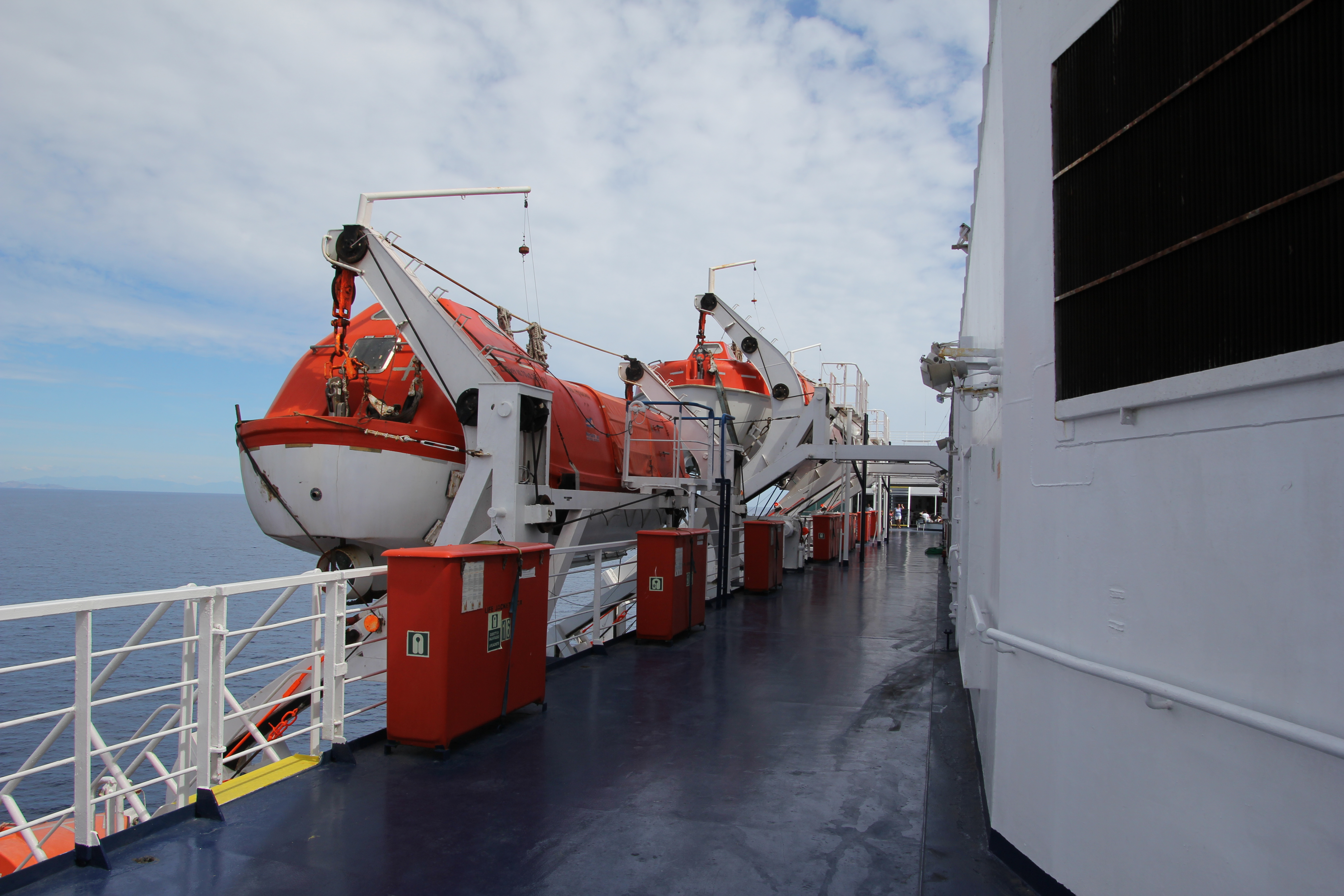
Dispositifs de sécurité
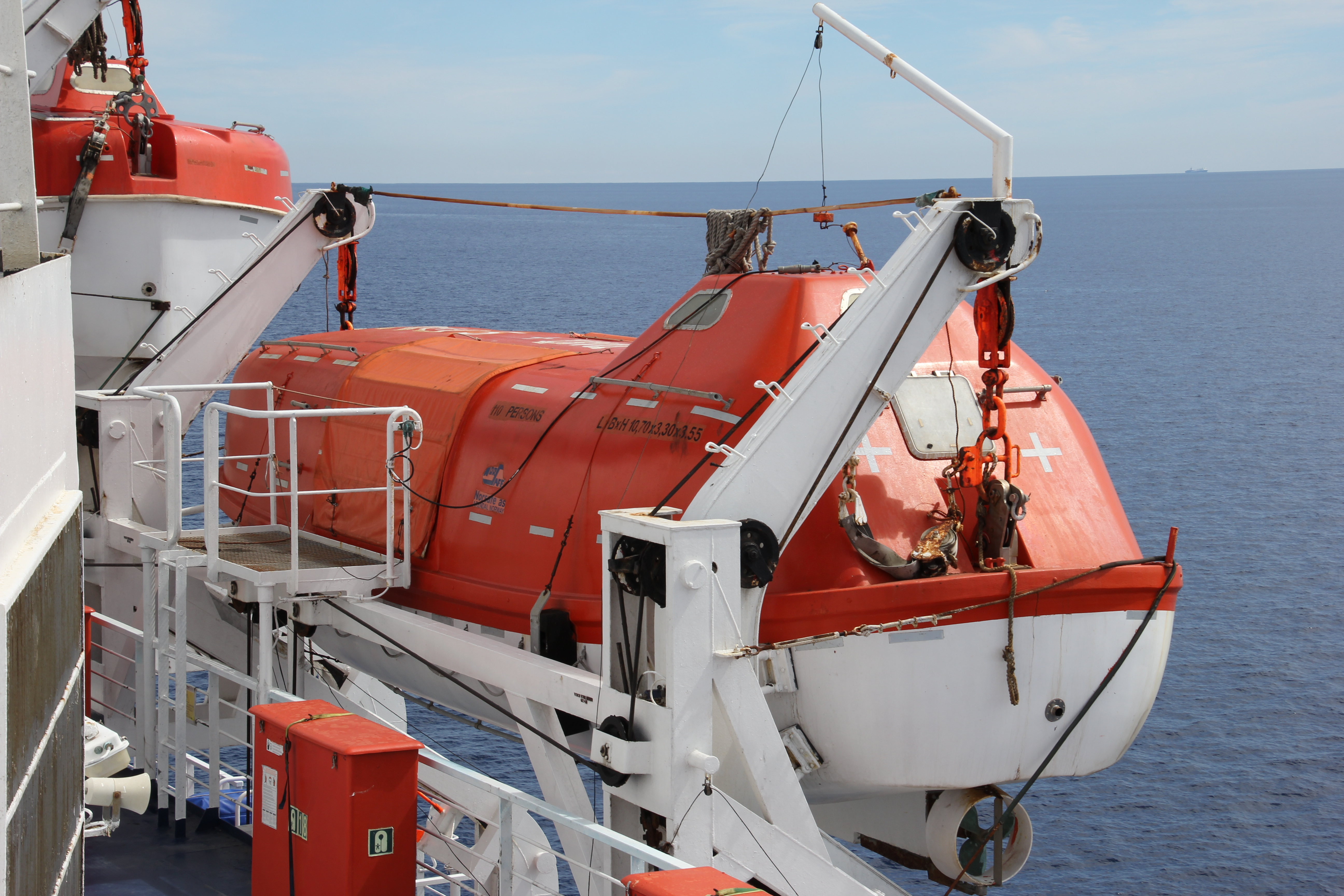
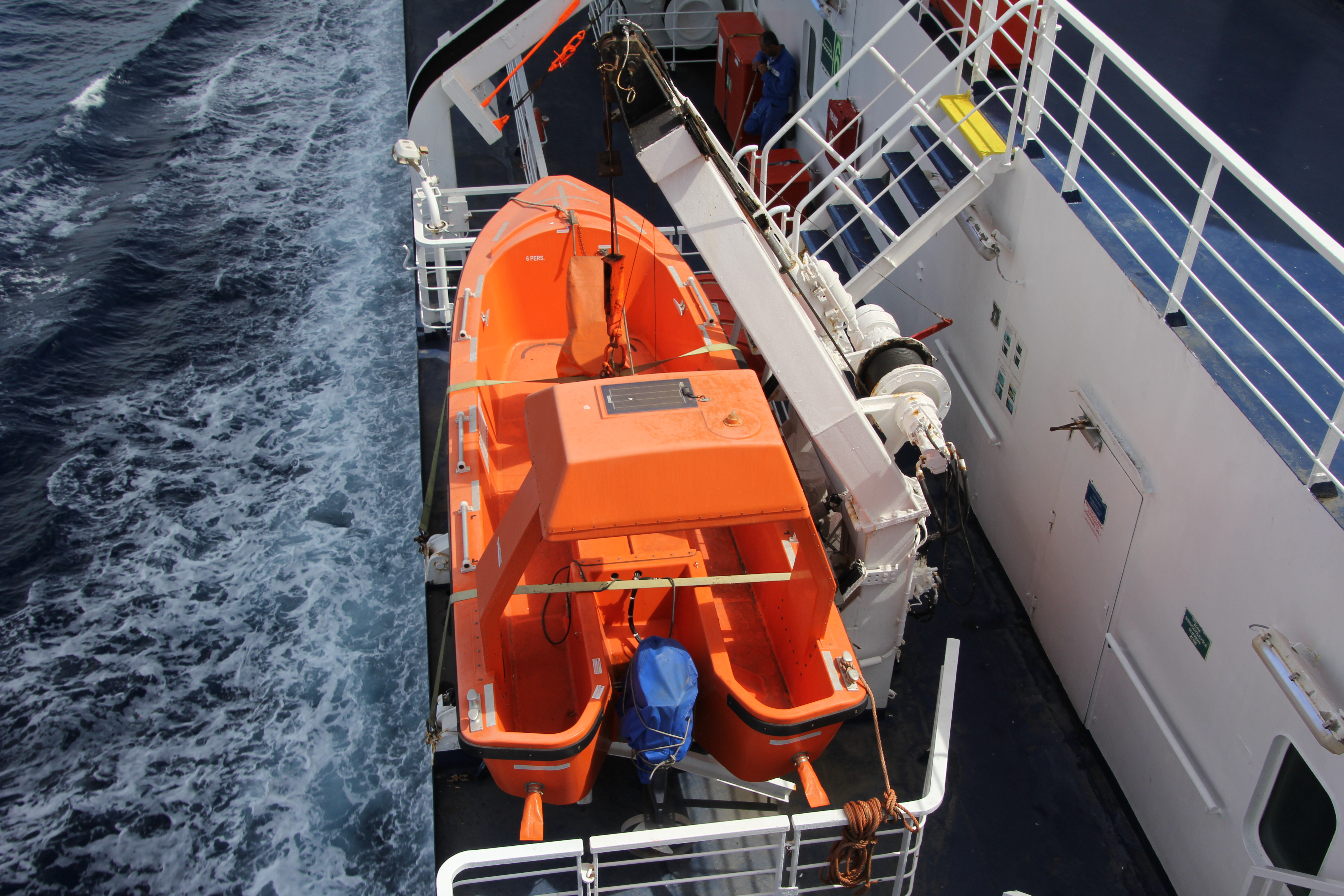
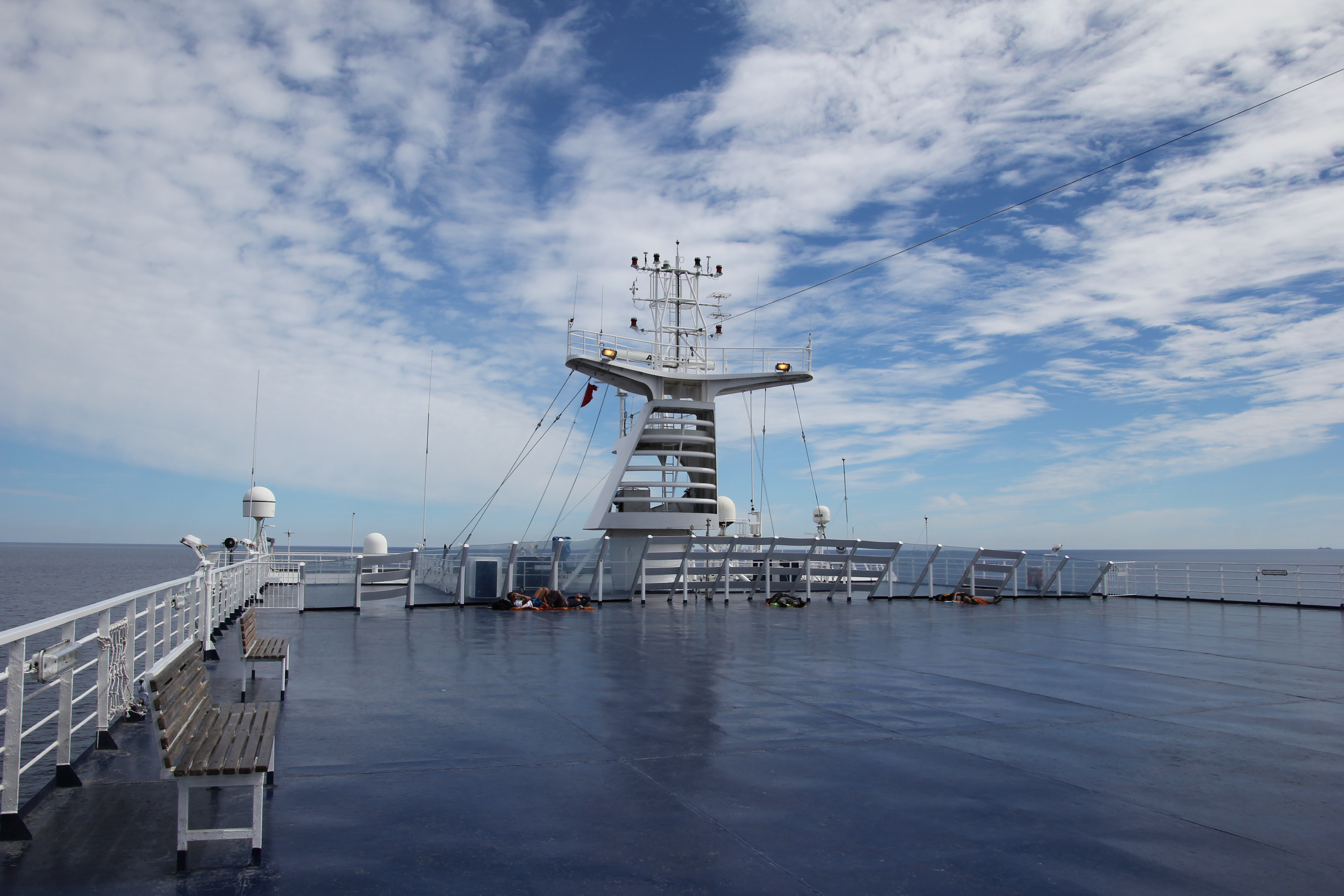
Ponts extérieurs

## Lignes desservies
Pour Minoan Lines, le navire a assuré au cours de l'été 2001 la liaison entre la Grèce et l'Italie sur la ligne Patras - Igoumenitsa - Venise puis Patras - Igoumenitsa - Ancône à partir d'octobre.
Pour Caronte & Tourist, le Prometheus naviguait entre l'Italie continentale et la Sicile depuis Livourne et Salerne vers Catane.
Pour Grimaldi Lines, il a tout d'abord effectué la liaison entre l'Italie et l'Espagne sur les lignes Civitavecchia - Barcelone de 2005 à 2008 puis Livourne - Barcelone avant d'être affecté temporairement entre l'Italie et la France sur la ligne Civitavecchia - Toulon. À partir de 2009, il est transféré sur la desserte de la Sicile et de la Tunisie depuis l'Italie continentale sur les lignes Salerne - Palerme - Tunis et Civitavecchia - Trapani - Tunis.
À plusieurs reprises, le Zeus Palace a navigué sous affrètement pour le compte d'autres armateurs tels que Minoan Lines qui l'a exploité de nouveau entre la Grèce et l'Italie entre 2008 et 2009, puis en 2012 et en 2013, mais aussi la compagnie Grandi Navi Veloci qui l'a fait naviguer entre l'Italie continentale et la Sicile sur les lignes Gênes - Palerme et Civitavecchia - Palerme de 2010 à 2012.
Actuellement, le Zeus Palace est affecté aux lignes de Grimaldi Lines entre l'Italie continentale et la Sicile sur l'axe Livourne - Palerme. Il dessert également les autres lignes de l'armateur vers la Sardaigne, l'Espagne ou le Maroc de manière occasionnelle.

## Sister-ships
- Mega Express Three : mis en service en 2001 sous le nom d‘Oceanus pour Minoan Lines, naviguant actuellement pour le compte du groupe franco-italien Corsica Ferries sous le nom de Mega Express Three. Il navigue actuellement entre le continent italien et français vers la Sardaigne et la Corse.
- Moby Tommy : mis en service en 2002 sous le nom d'Ariadne Palace pour Minoan Lines puis vendu en 2007 à la compagnie italienne Moby Lines. Le navire navigue actuellement entre l'Italie continentale et la Sardaigne.